# Kroatiska republiken Herceg-Bosna
Kroatiska republiken Herceg-Bosna (kroatiska: Hrvatska Republika Herceg-Bosna) var en självutnämnd och icke internationellt erkänd kroatisk republik under kriget i Bosnien och Hercegovina, som existerade från 1991 till 1994. Huvudstaden var Väst-Mostar och deras militära gren hette Hrvatsko vijeće obrane (HVO).

## Historia
Herceg-Bosna skapades av separatistiska bosnienkroater med stöd från Kroatien som ville ansluta de kroatdominerade territorierna i Bosnien och Hercegovina till Kroatien. I början av Bosnienkriget så uttryckte Herceg-Bosna stöd för den bosniska regeringen men efter att bosnienserberna hävt belägringen av Mostar inleddes strider med den bosniska armén i området. I den självutropade republiken bedrevs etnisk rensning mot de bosniakiska och serbiska minoriteterna. Herceg-Bosna upphörde existera i och med Washingtonavtalet då Federationen Bosnien och Hercegovina skapades mellan bosnienkroaterna och bosniakerna. En av dess kantoner, Kanton 10, som inte bär något officiellt namn, kallas Herceg-Bosna av den kroatiska befolkningen såväl som den kroatiska ledningen i kantonen. Namnet Herceg-Bosna används ibland även för kantonerna Västra Hercegovina och Hercegovina-Neretva som alla ingick i den kroatiska republiken Herceg-Bosna mellan 1991 och 1994.